# Distrito electoral de Jefferson (condado de Douglas, Nebraska)
Jefferson (en inglés: Jefferson Precinct) es un distrito electoral ubicado en el condado de Douglas en el estado estadounidense de Nebraska. En el Censo de 2010 tenía una población de 13227 habitantes y una densidad poblacional de 172,11 personas por km².

## Geografía
Jefferson se encuentra ubicado en las coordenadas 41°21′10″N 96°8′50″O / 41.35278, -96.14722. Según la Oficina del Censo de los Estados Unidos, Jefferson tiene una superficie total de 76.85 km², de la cual 76.5 km² corresponden a tierra firme y (0.46%) 0.35 km² es agua.

## Demografía
Según el censo de 2010, había 13227 personas residiendo en Jefferson. La densidad de población era de 172,11 hab./km². De los 13227 habitantes, Jefferson estaba compuesto por el 90.74% blancos, el 3.31% eran afroamericanos, el 0.33% eran amerindios, el 3.02% eran asiáticos, el 0.07% eran isleños del Pacífico, el 0.63% eran de otras razas y el 1.91% pertenecían a dos o más razas. Del total de la población el 2.62% eran hispanos o latinos de cualquier raza.